# Samppa Lajunen
Samppa Kalevi Lajunen (* 23. dubna 1979 Turku) je bývalý finský reprezentant v severské kombinaci. Byl členem klubu Jyväskylän Hiihtoseura. Ve své kariéře vyhrál dvacet závodů Světového poháru, celkovou klasifikaci vyhrál v letech 1997 a 2000. Na mistrovství světa juniorů v klasickém lyžování vyhrál v roce 1998 štafetu a v roce 1999 závod jednotlivců. v roce 1999 se stal seniorským mistrem světa ve štafetě. Na olympiádě 1998 získal stříbro v individuálním závodě i ve štafetě, na olympiádě 2002, kde se poprvé v historii konaly tři sdruženářské disciplíny (závod jednotlivců, sprint a štafeta), získal všechny tři zlaté medaile. V roce 2002 byl zvolen finským sportovcem roku. Kariéru ukončil již ve 24 letech, vystudoval ekonomii na Jyväskylské univerzitě, vede investiční společnost Samla Capital.